# انتقاد الحرب على الإرهاب
اهتم انتقاد الحرب على الإرهاب بالأخلاق والكفاءة والاقتصاد بالإضافة إلى القضايا الأخرى المحيطة بالحرب على الإرهاب. كما يشمل الانتقادات ضد العبارة نفسها التي وُصفت بأنها تسمية خاطئة. ثبت أن فكرة الحرب ضد الإرهاب مثيرة للجدل إلى حد كبير، حيث يتهم النقاد الحكومات المشاركة باستغلالها لتحقيق أهداف سياسية أو عسكرية طويلة الأمد، والحد من الحريات المدنية، وانتهاك حقوق الإنسان. يقال إنَّ مصطلح الحرب ليس مناسبًا في هذا السياق (كما هو الحال في الحرب على المخدرات)، حيث لا يوجد عدو محدد وأنه من غير المحتمل أن ينتهي الإرهاب الدولي بالوسائل العسكرية.
يشير منتقدون آخرون مثل فرانسيس فوكوياما إلى أنَّ الإرهاب ليس عدوًا بل تكتيكًا: يخفي مصطلح الحرب على الإرهاب الاختلافات بين الصراعات مثل المتمردين المناهضين للاحتلال والمجاهدين الدوليين. قالت شيرلي ويليامز عن الوجود العسكري في العراق وأفغانستان وما يرتبط به من أضرار جانبية أنه يزيد من الكره والتهديدات الإرهابية ضد الغرب. تشمل الانتقادات الأخرى نفاق الولايات المتحدة، والهستيريا التي تسببها وسائل الإعلام، والتغييرات في السياسة الخارجية والأمنية الأمريكية التي غيرت الرأي العالمي ضد الولايات المتحدة الأمريكية.

## الحرب على الإرهاب كذريعة
دعم تقرير صدر في أبريل من عام 2006 والذي جُمع من ستة عشر وكالة مخابرات حكومية أمريكية الادعاء بأن الانخراط في الحرب ضد العراق زاد من الإرهاب في المنطقة.

### الحريات المدنية المحلية
زعم النقاد أنَّ حكومة بلير في المملكة المتحدة قد استخدمت الحرب على الإرهاب كذريعة لتقييد الحريات المدنية بشكل كبير. على سبيل المثال: الاحتجاز بدون محاكمة في سجن بلمارش: ضوابط على حرية التعبير من خلال سن قوانين ضد الاحتجاجات بالقرب من البرلمان وقوانين تحظر تمجيد الإرهاب، تخفيض ضوابط سلطة الشرطة، كما في حالة جان شارل دي مينيزيس ومحمد عبد القهار.
كما أدان الزعيم الديمقراطي الليبرالي السابق السير مينزيس كامبل تقاعس بلير مع الممارسة الأمريكية للعودة الاستثنائية إلى الوطن، بحجة أنَّ اتفاقيات حقوق الإنسان التي وقعت عليها المملكة المتحدة (مثل الاتفاقية الأوروبية لحقوق الإنسان) تفرض على الحكومة التزامًا قانونيًا للتحقيق والحماية من التعذيب وانتهاكات حقوق الإنسان.

### الأحادية
كان كلام الرئيس الأمريكي جورج دبليو بوش في نوفمبر 2001 «إما أن تكون معنا أو مع الإرهابيين» هدفًا للنقد. وقال توماس كيني من معهد السياسة الخارجية بجامعة جونز هوبكنز «لقد صعّب العمليات الدبلوماسية مع عدد من الدول لأنه من الواضح وجود مشاكل مختلفة في جميع أنحاء العالم.»

### الحرب ضد الإسلام
تمحورت الحرب على الإرهاب في المقام الأول حول تدخل الولايات المتحدة الأمريكية ودول الناتو الأخرى في الشؤون الداخلية للدول الإسلامية (أي في العراق وأفغانستان) والمنظمات الأخرى، لكن وصفها النائب العام السابق في الولايات المتحدة اللواء رمزي كلارك بأنها حرب ضد الإسلام. ظهر المعتقل السابق معظم بيك بعد إطلاق سراحه من غوانتانامو في عام 2005 في فيديو دعائي إسلامي وادعى أن الولايات المتحدة الأمريكية شاركت في حملة صليبية جديدة:
«أعتقد أنَّ التاريخ يعيد نفسه بالنسبة للعالم الإسلامي وأعتقد أنَّ جزء كبير من العالم غير المسلم قد بدأ يدرك وجود طموحات للولايات المتحدة الأمريكية على أراضي وثروة الأمم الإسلامية.»

## الأساليب

### مساعدة الإرهاب
كتب روبرت بيب أستاذ العلوم السياسية بجامعة شيكاغو كتابات مكثفة حول الإرهاب الانتحاري، وذكر أن الاحتلال العسكري هو من أشعل فتيله وليس الأيديولوجيات المتطرفة. استخدم في كتاب مثل (الموت من أجل الفوز: المنطق الاستراتيجي للإرهاب الانتحاري وإشعال الفتيل) بيانات من قاعدة بيانات إرهابية واسعة وقال إنّه من خلال زيادة الاحتلال العسكري تزيد حكومة الولايات المتحدة الأمريكية من الإرهاب. بيب هو مدير ومؤسس مشروع شيكاغو للأمن والإرهاب الذي يملك قاعدة بيانات لكل هجوم إرهابي انتحاري معروف من 1980 وحتى 2008.
أفاد تقدير للمخابرات الوطنية في عام 2006 بأن الحرب في العراق زادت من خطر الإرهاب. أُعدّ هذا التقرير من قبل 16 وكالة استخبارات، وكان أول تقييم للإرهاب العالمي منذ بداية حرب العراق.
شرحت كورنيليا باير كيف نما الإرهاب كرد فعل على التدخل والاحتلال العسكري في الماضي والحاضر، وكذلك كنتيجة للعنف الهيكلي. يشير مصطلح العنف الهيكلي في هذه الحالة إلى الظروف الاقتصادية السيئة التي تُعزى إلى السياسات الاقتصادية للدول الغربية وخاصة الولايات المتحدة الأمريكية.
كتب السياسي البريطاني الديمقراطي الليبرالي شيرلي ويليامز أنه يجب على حكومتي الولايات المتحدة الأمريكية والمملكة المتحدة «التوقف عن التفكير في الاحتلال الذي يمثل بذرة الإرهاب المستقبلي». ردد سفير المملكة المتحدة لدى إيطاليا إيفور روبرتس هذا الانتقاد عندما ذكر أنَّ الرئيس بوش كان «أفضل شخص جند القاعدة على الإطلاق». كما منحت الولايات المتحدة صفة الأشخاص المحميين بموجب اتفاقية جنيف إلى مجاهدي خلق وهي مجموعة إيرانية مصنفة من قبل وزارة الخارجية الأمريكية كمنظمة إرهابية مما أثار بعض الانتقادات. وأشار منتقدون آخرون كذلك إلى أن الحكومة الأمريكية منحت اللجوء السياسي للعديد من الإرهابيين المزعومين والمنظمات الإرهابية التي تسعى للإطاحة بنظام فيدل كاسترو، في حين تدعي الحكومة الأمريكية أنها تكافح الإرهاب.
قال مراسل صحيفة نيويورك تايمز روكميني كاليماشي عام 2018: «عدد الإرهابيين الآن أكثر من عددهم في 11 سبتمبر ... يوجد المزيد من الجماعات الإرهابية الآن.»

### نفاق إدارة بوش
كان العقل المدبر وراء هجمات 11 سبتمبر 2001 أحد المجاهدين الذين حصلوا على تمويل وتسليح وتدريب ومساعدة من قبل وكالة المخابرات المركزية لمحاربة الاتحاد السوفييتي بعد تدخلها في أفغانستان عام 1979.

اتهمت فنزويلا الحكومة الأمريكية بامتلاك معايير مزدوجة تجاه الإرهاب لأنها قدمت ملاذًا آمنًا إلى لويس بوسادا كاريليس. وعلق بعض الأمريكيين أيضًا على الاستخدام الانتقائي لمصطلح الحرب على الإرهاب، بما في ذلك الجنرال وليام أودوم مدير وكالة الأمن القومي السابق في عهد الرئيس ريغان، والذي كتب:
«أشار العديد من النقاد إلى أنَّ الإرهاب ليس عدوًا إنما تكتيك. وبسبب امتلاك الولايات المتحدة سجلًا طويلًا من دعم الإرهابيين واستخدام التكتيكات الإرهابية فإن شعارات الحرب على الإرهاب تجعل الولايات المتحدة تبدو منافقة أمام بقية العالم.»

### معلومات خاطئة
أشار الرئيس بوش وأعضاء إدارته إلى امتلاكهم معلومات أظهرت وجود صلة بين صدام حسين والقاعدة في الأشهر التي سبقت غزو العراق.

## ظاهرة التدين والخوف من الإسلام
كان أحد جوانب انتقاد الخطاب الذي يبرر الحرب على الإرهاب هو التدين، أو الخوف من الإسلام على وجه التحديد. يعرّف عالم اللاهوت لورانس ديفيدسون الذي درس المجتمعات المسلمة المعاصرة في أمريكا الشمالية هذا المفهوم على أنه صورة نمطية لجميع المسلمين على أنهم إرهابيون حقيقيون أو محتملون بسبب تعاليم الكراهية والعنف المزعومة لدينهم. ويواصل كلامه: «اختُزِلَ الإسلام في مفهوم الجهاد، وتحول الجهاد إلى إرهاب ضد الغرب».

## تناقص الدعم الدولي
دعمت الأغلبية في عام 2002 الحرب التي قادتها الولايات المتحدة الأمريكية على الإرهاب في بريطانيا وفرنسا وألمانيا واليابان والهند وروسيا وفقًا لمسح أجراه مركز بيو للأبحاث. أيّد هذه الجهود في عام 2006 أقلية في بريطانيا (49%) وألمانيا (47%) وفرنسا (43%) واليابان (26%). وعلى الرغم من أنَّ غالبية الروس لا زالوا يؤيدون الحرب على الإرهاب فقد انخفضت هذه الأغلبية بنسبة 21 %. أيّد 63% من الإسبان الحرب على الإرهاب في 2003، أمّا في 2006 فقد أشار 19% فقط من السكان إلى دعمهم ذلك. لا زال 19% من سكان الصين يؤيدون الحرب على الإرهاب وأقل من خمس سكان تركيا ومصر وكذلك الأردن. وأشار التقرير أيضًا إلى أنَّ دعم الرأي العام الهندي للحرب على الإرهاب كان مستقرًا. وأشار أندرو كوهوت أثناء حديثه أمام لجنة الشؤون الخارجية في مجلس النواب الأمريكي إلى أنه وفقًا لاستطلاعات مركز بيو للأبحاث التي أجريت عام 2004 «يستمر الصراع الدائر في العراق في تأجيج المشاعر المعادية لأميركا. تراجعت شعبية أمريكا العالمية في بداية العمل العسكري في العراق، ولا يحظى وجود الولايات المتحدة هناك بشعبية كبيرة».